# مقياس تدرج
مقياس التدرج أو مقياس التقييم هو مجموعة من الفئات المصممة لتحصيل المعلومات حول خاصية كمية أو نوعية محددة. في العلوم الاجتماعية، على وجه الخصوص علم النفس، تشمل الأمثلة البارزة على مقاييس التقييم المستخدمة كلًا من مقياس ليكرت ومقاييس التقييم من 1 إلى 10، التي تعتمد على اختيار الشخص للرقم الذي يعكس الجودة المدركة لمنتج معين.

## مقاييس التقييم المستخدمة عبر الإنترنت
تُستخدم مقاييس التقييم على نطاق واسع عبر الإنترنت في محاولة تحصيل مؤشرات على آراء المستهلكين بالمنتجات. تشمل الأمثلة على المواقع التي توظف مقاييس التقييم كلًا من قاعدة بيانات الأفلام على الإنترنت (IMDb)، وموقع إيبنيونس (Epinions.com)، وموقع ياهو موفيز (Yahoo! Movies)، وموقع أمازون (Amazon.com)، وبورد غيم غيك (BoardGameGeek) وموقع تي في (TV.com)، إذ تستخدم هذه المواقع مقياس التقييم من 0 إلى 100 بهدف الحصول على «توصيات الأفلام المخصصة».
في جميع الحالات تقريبًا، تنحصر مقاييس التقييم على السماح لكل مستخدم بتقييم منتج ما لمرة واحدة، على الرغم من وجود بعض الاستثناءات، مثل موقع ريتنغ دوت نت (Ratings.net)، الذي يسمح للمستخدمين بتقييم المنتج بالاستناد إلى خصائص عديدة. لا توفر غالبية مرفقات التقييم عبر الإنترنت أيضًا أي أوصاف نوعية لفئات التقييم أو توفر القليل منها فقط، على الرغم من وجود بعض الاستثناءات مثل موقع ياهو موفيز (Yahoo! Movies)، الذي يصنف كل فئة من «إف F» إلى «إيه بلاس A+»، وبورد غيم غيك (BoardGameGeek)، الذي يوفر أوصافًا صريحة لكل فئة من 1 إلى 10. غالبًا ما توفر هذه المواقع أوصافًا لأعلى فئة وأدنى فئة فقط، مثل مرفق التقييم عبر الإنترنت لدى قاعدة بيانات الأفلام على الإنترنت (IMDb).

## صحتها
تشير الصحة إلى مدى قدرة أداة معينة على قياس ما صُممت لقياسه بطريقة جيدة. مع تقييم كل مستخدم للمنتج مرة واحدة فقط، على سبيل المثال في فئة من 1 إلى 10، لا توجد أي وسيلة لتقييم الموثوقية الداخلية باستخدام مؤشر ما مثل ألفا كرونباخ. نتيجة لذلك، من المستحيل تقييم مدى صحة التقييمات باعتبارها مقاييس لإدراك المشاهدين. يستلزم إثبات الصحة إثبات كل من الموثوقية والدقة (أي اعتبار التقييمات قادرة على تمثيل ما يُفترض لها تمثيله). يمكن تحديد درجة صحة الأداة من خلال تطبيق الإجراءات المنطقية أو الإحصائية. «تُعتبر عملية القياس صحيحة إلى الدرجة التي تقيس بها ما يجب عليها قياسه».
تتمثل إحدى القضايا الجوهرية الأخرى في اعتماد التقييمات عبر الإنترنت عادة على انتقاء العينات الملائمة مثل استطلاعات الرأي التلفزيونية، أي أنها منحصرة على آراء أولئك الذين يميلون إلى تقديم التقييمات.
تتعلق الصحة بجوانب مختلفة من عملية القياس. يستخدم كل من هذه الأنواع المنطق، أو التحقق الإحصائي أو كليهما لتحديد درجة الصحة بالإضافة إلى امتلاك كل منها قيمة خاصة في ظل ظروف معينة. تشمل أنواع الصحة كلًا من صحة المحتوى، والصحة التنبئية والصحة البنيوية.

## طالع أيضًا
- مقياس يونغ لتدرج الهوس
- مقياس ليكرت